# 晕涂法

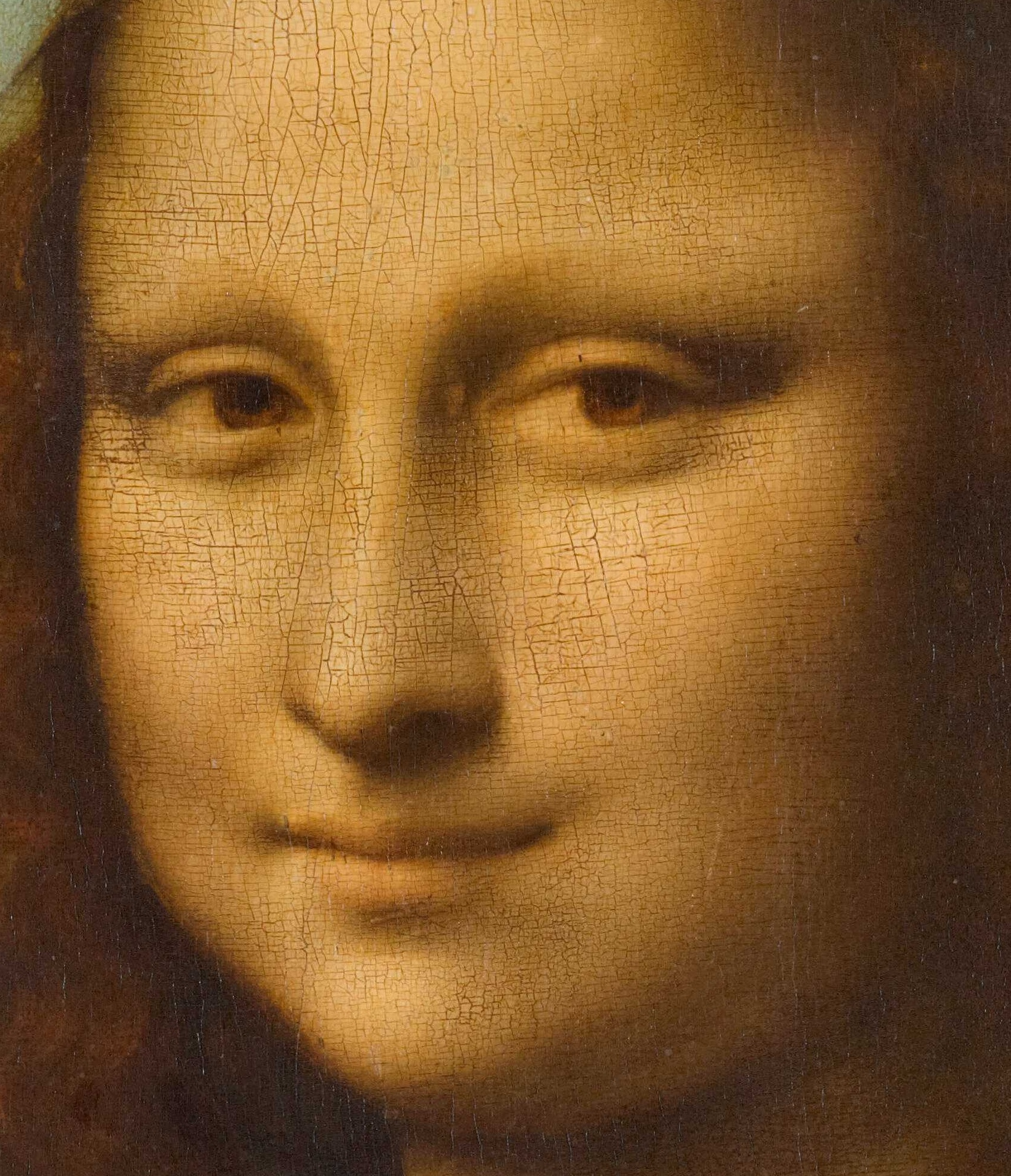
使用晕涂法的达芬奇《蒙娜丽莎》脸部细节

晕涂法（義大利語：sfumato），亦作渐隐法、朦胧法等，是文艺复兴绘画的技法之一，与换色法、明暗对照法、统合法同为文艺复兴四大经典绘画技法。
一词源于意大利语，派生自（烟雾），意为“雾状的、模糊的”。这一技法是指用色彩调和的方法使得轮廓变得模糊、柔和，以此创造朦胧的过渡效果。晕涂法最重要的实践者为达芬奇，其名作《蒙娜丽莎》便是使用晕涂法的代表。除达芬奇外，柯雷乔、拉菲尔、乔尔乔内等文艺复兴艺术家也都以晕涂法见长。